# Avgust Jenko
Avgust Alojzij Jenko, slovenski preporodovec in publicist, * 8. april 1894, Ljubljana, † 17. avgust 1914, Cer (Srbija).
Rodil se očetu peku Avgustu st. in materi Ani (rojena Seehofer). Jenko se je že kot srednješolec priključil narodnoradikalni srednješolski organizaciji Preporod in bil med prvimi »kladivarji«, kot so se imenovali tajni voditelji organizacije. Bil je eden izmed najbolj izostrenih piscev v glasilu Preporod, ki je izhajal v letih 1912 in 1913; uporabljal je psevdonim Nare Sanov. Kot študent medicine na Dunaju je postal član Jugoslovanskega kljuba, v Pragi pa kljuba Jugoslavija. Sodeloval je tudi v mesečniku Glas Juga, ki je objavljal članke v slovenskem in hrvaškem jeziku. Na začetku prve svetovne vojne je pobegnil v Srbijo, vstopil kot prostovoljec v srbsko vojsko in v bitki na planini Cer padel.